# Четиридесет и първи конгрес на Македонската патриотична организация
Четиридесет и първият конгрес на Македонските политически организации (МПО) се провежда между 2 и 3 септември 1962 година в Бъфало, Ню Йорк, САЩ.